# Nathon Allen
Nathon Allen (* 28. Oktober 1995 in Spanish Town) ist ein jamaikanischer Sprinter, der sich auf den 400-Meter-Lauf spezialisiert hat.

## Sportliche Laufbahn
Nathon Allen erzielte 2014 erste internationale Erfolge im Juniorenbereich, als er bei den CARIFTA Games in Fort-de-France in 46,97 s die Silbermedaille über 400 Meter gewann und auch mit der jamaikanischen 4-mal-400-Meter-Staffel in 3:07,71 min die Silbermedaille in der U20-Altersklasse gewann. Anschließend schied er bei den Juniorenweltmeisterschaften in Eugene mit 47,56 s im Halbfinale über 400 Meter aus und gewann mit der Staffel in 3:04,47 min die Bronzemedaille. Im Jahr darauf verhalf er der 4-mal-200-Meter-Staffel bei den IAAF World Relays 2015 in Nassau zum Finaleinzug und 2016 siegte er bei den U23-NACAC-Meisterschaften in San Salvador in 45,39 s über 400 Meter, gewann in 39,25 s die Silbermedaille in der 4-mal-100-Meter-Staffel hinder den Vereinigten Staaten und musste sich auch mit der 4-mal-400-Meter-Staffel in 3:04,11 min nur dem US-amerikanischen Team geschlagen geben. Zuvor verhalf der der 4-mal-400-Meter-Staffel bei den Hallenweltmeisterschaften in Portland zum Finaleinzug. Im August gelangte er bei den Olympischen Sommerspielen in Rio de Janeiro das Finale und gewann dort in 2:58,16 min gemeinsam mit Peter Matthews, Fitzroy Dunkley und Javon Francis die Silbermedaille hinter der US-amerikanischen Mannschaft. Daraufhin begann er ein Studium an der Auburn University in den Vereinigten Staaten.
2017 startete er über 400 Meter bei den Weltmeisterschaften in London und belegte dort mit 44,88 s im Finale den fünften Platz. Bei den IAAF World Relays 2019 in Yokohama wurde er in 3:01,57 min Zweiter in der 4-mal-400-Meter-Staffel und bei den Anniversary Games in London gelangte er mit 44,85 s auf Rang drei über 400 Meter. Im Oktober gewann er bei den Weltmeisterschaften in Doha mit 2:57,90 min im Finale gemeinsam mit Akeem Bloomfield, Terry Thomas und Demish Gaye die Silbermedaille hinter dem US-amerikanischen Team und in der Mixed-Staffel sicherte er sich in 3:11,78 min gemeinsam mit Roneisha McGregor, Tiffany James und Javon Francis ebenfalls die Silbermedaille, diesmal hinter der polnischen Mannschaft. 2021 nahm er erneut an den Olympischen Sommerspielen in Tokio teil und schied dort mit 46,12 s in der ersten Runde über 400 Meter aus und belegte mit der Staffel mit 2:58,76 min im Finale den sechsten Platz.
2022 erreichte er bei den Weltmeisterschaften in Eugene das Halbfinale über 400 Meter, kam dort aber nicht ins Ziel. Zudem gewann er in der 4-mal-400-Meter-Staffel mit 2:58,58 min im Finale gemeinsam mit Akeem Bloomfield, Jevaughn Powell und Christopher Taylor die Silbermedaille hinter den US-Amerikanern. Anschließend belegte er bei den Commonwealth Games in Birmingham in 48,00 s den achten Platz über 400 Meter und wurde mit der Staffel disqualifiziert. Daraufhin gewann er bei den NACAC-Meisterschaften in Freeport in 45,04 s die Silbermedaille hinter seinem Landsmann Christopher Taylor.
2017 wurde Allen jamaikanischer Meister im 400-Meter-Lauf.

## Persönliche Bestleistungen
- 200 Meter: 20,45 s (+0,8 m/s), 25. Juli 2020 in Clermont
- 300 Meter: 32,04 s, 12. Mai 2022 in Ponce
  - 300 Meter (Halle): 32,54 s, 28. Januar 2022 in Columbia (jamaikanische Bestleistung)
- 400 Meter: 44,13 s, 8. Juni 2018 in Eugene
  - 400 Meter (Halle): 45,27 s, 10. März 2018 in College Station